# 梁川村 (岩手県)
梁川村（やながわむら）は、昭和30年（1955年）まで岩手県江刺郡にあった村。現在の奥州市江刺梁川にあたる。

## 沿革
- 明治8年（1875年）10月17日 - 水沢県による村落統合にともない、野手崎村・栗生沢村・菅生村が合併して梁川村となる。
- 明治22年（1889年）4月1日 - 町村制施行にともない、梁川村単独で村制施行。
- 昭和30年（1955年）2月10日 - 岩谷堂町・伊手村・稲瀬村・愛宕村・田原村・玉里村・広瀬村・藤里村・米里村と合併し、江刺町となる。

## 行政
- 歴代村長

| 代 | 氏名         | 就任                       | 退任                       | 備考 |
| -- | ------------ | -------------------------- | -------------------------- | ---- |
| 1  | 菊池庸孝     | 明治22年（1889年）4月1日   | 明治22年（1889年）7月29日  |      |
| 2  | 浅沼孫之助   | 明治22年（1889年）7月30日  | 明治27年（1898年）7月25日  |      |
| 3  | 佐藤豊之助   | 明治27年（1894年）7月26日  | 明治31年（1898年）7月25日  |      |
| 4  | 浅沼孫之助   | 明治31年（1898年）8月15日  | 明治35年（1902年）4月9日   | 再任 |
| 5  | 及川今朝之助 | 明治35年（1902年）4月10日  | 明治37年（1904年）2月10日  |      |
| 6  | 今野長右衛門 | 明治37年（1904年）2月13日  | 明治37年（1904年）7月20日  |      |
| 7  | 及川安右衛門 | 明治37年（1904年）7月25日  | 明治40年（1907年）2月25日  |      |
| 8  | 及川洋       | 明治44年（1911年）10月1日  | 大正4年（1915年）2月1日    |      |
| 9  | 伊達宗敬     | 大正4年（1915年）2月6日    | 大正13年（1924年）4月10日  |      |
| 10 | 大内丑之助   | 大正13年（1924年）4月12日  | 大正13年（1924年）9月10日  |      |
| 11 | 佐藤総吉     | 大正13年（1924年）9月12日  | 大正15年（1926年）12月12日 |      |
| 12 | 菊池金太郎   | 大正15年（1926年）12月21日 | 昭和5年（1930年）10月1日   |      |
| 13 | 金盛理       | 昭和5年（1930年）10月11日  | 昭和7年（1932年）5月10日   |      |
| 14 | 佐藤総吉     | 昭和7年（1932年）5月11日   | 昭和17年（1942年）1月31日  | 再任 |
| 15 | 菊池金太郎   | 昭和17年（1942年）2月1日   | 昭和19年（1944年）9月5日   | 再任 |
| 16 | 安部興之助   | 昭和19年（1944年）9月6日   | 昭和21年（1946年）5月20日  |      |
| 17 | 今野哲郎     | 昭和21年（1946年）5月21日  | 昭和22年（1947年）4月10日  |      |
| 18 | 菊池亀覚     | 昭和22年（1947年）4月14日  | 昭和30年（1955年）2月9日   |      |

## 出身有名人
- 大滝詠一（ミュージシャン、音楽プロデューサー）

## 交通

### 道路
- 国道107号

現在は旧村内に釜石自動車道の江刺田瀬インターチェンジが所在するが、当時は未開通。